# Conospermum ericifolium
Conospermum ericifolium là một loài thực vật có hoa trong họ Quắn hoa. Loài này được Sm. miêu tả khoa học đầu tiên năm 1807.